# Zaslaŭje (ort)
Zaslaŭje (belarusiska: Заслаўе, ryska: Заславль: Zaslavl) är en stad i Belarus.   Den ligger i voblasten Minsks voblast, i den centrala delen av landet, 23 km nordväst om huvudstaden Mіnsk. Zaslaŭje ligger 226 meter över havet och antalet invånare är 15 151.

## Natur och klimat
Terrängen runt Zaslaŭje är platt. Runt Zaslaŭje är det ganska tätbefolkat, med 120 invånare per kvadratkilometer.. Närmaste större samhälle är Minsk.
I omgivningarna runt Zaslaŭje växer i huvudsak blandskog.  Trakten ingår i den hemiboreala klimatzonen. Årsmedeltemperaturen i trakten är 4 °C. Den varmaste månaden är juli, då medeltemperaturen är 18 °C, och den kallaste är december, med −10 °C.